# Десять тысяч рублей
Де́сять ты́сяч рубле́й (10 000 рубле́й) — номинал банкнот, использовавшийся в СССР, России, Приднестровье, Белоруссии, Таджикистане и Закавказье; характерен для периодов резкого обесценивания рубля и гиперинфляции.
Также номинал является современной памятной монетой Банка России из золота.

## История выпуска банкнот
Впервые за всю историю России банкнота такого большого номинала выпущена в обращение ленинским правительством РСФСР в 1918 в «керенском» варианте дизайна, с двуглавыми орлами на оборотной стороне, а на лицевой стороне водяные знаки в виде свастики.
Купюры достоинством 10 000 рублей выпускались в 1918—1923 Народным комиссариатом финансов РСФСР, в 1992, 1993, 1996 годах Центробанком РФ), а также прочими государственными образованиями и режимами на территории России (Донским Кругом, Вооружёнными Силами Юга России и другими).
Банкноты номиналом в 10 000 рублей были выпущены в ЗСФСР в 1923 году.
Также печатались Белоруссией в 1994—1999 и с 2001 по 2016, Приднестровьем в 1995—2000 и Таджикистаном в 1999 (нет данных о выпуске в обращение).

### Обоснование и причины выпуска
Банкнота выпускалась в периоды гиперинфляции, в РСФСР в период с начала и до конца Гражданской Войны 1918 и в Российской Федерации в период с 1992 года до деноминации 1998 года. В прочих государственных образованиях на исторической территории России — в аналогичных ситуациях. Режимы и группировки, контролировавшие части исторической территории России, выпускали свои валюты с произвольно определяемыми курсами и номиналами банкнот.
Неденоминированная банкнота 10 000 рублей впервые вошла в обращение в 1992 году после резкого падения стоимости рубля Российской Федерации и его курса по отношению к мировым валютам. (1 доллар США = 900 рублей).

## Характеристики банкнот
| Изображение     | Изображение       | Размер (мм) | Основные цвета                   | Описание                                                                        | Описание                                                                       | Описание                                                                              | Дата выхода      |
| Лицевая сторона | Оборотная сторона | Размер (мм) | Основные цвета                   | Лицевая сторона                                                                 | Оборотная сторона                                                              |                                                                                       | Дата выхода      |
| --------------- | ----------------- | ----------- | -------------------------------- | ------------------------------------------------------------------------------- | ------------------------------------------------------------------------------ | ------------------------------------------------------------------------------------- | ---------------- |
|                 |                   | 212×132     | Красный                          | Номинал цифрами и прописью, пояснительные надписи                               | Герб России, номинал цифрами и прописью                                        | Есть                                                                                  | 1918             |
|                 |                   | 170×125     | Красный                          | Номинал цифрами и прописью, пояснительные надписи                               | Герб РСФСР, номинал цифрами и прописью                                         | Есть                                                                                  | 1919             |
|                 |                   | 117×82      | Красный                          | Номинал цифрами и прописью, пояснительные надписи                               | Герб РСФСР, номинал цифрами и прописью                                         | Есть                                                                                  | 1921             |
|                 |                   | 210×127     | Красный                          | Герб РСФСР, номинал цифрами и прописью                                          | Номинал, текст условий деноминации                                             | Есть                                                                                  | 1922             |
|                 |                   | 155×79      | Зелёный                          | Герб СССР, номинал цифрами и прописью, пояснительные надписи, Московский кремль | Номинал цифрами и прописью на языках союзных республик                         | Московский кремль                                                                     | 1923             |
|                 |                   | 145×70      | Коричневый, розовый              | Сенатская башня Московского Кремля и Российский флаг на куполе здания Сената    | Московский кремль; Спасская, Сенатская, Никольская и Угловая Арсенальная башни | Сенатская башня Московского Кремля и Российский флаг на куполе здания Сената          | 29 декабря 1992  |
|                 |                   | 152×67      | Зелёный, голубой                 | Сенатская башня Московского Кремля и Российский флаг на куполе здания Сената    | Московский кремль; Спасская, Сенатская, Никольская и Угловая Арсенальная башни | Сенатская башня Московского Кремля и Российский флаг на куполе здания Сената          | 12 марта 1993    |
|                 |                   | 152×67      | Зелёный, голубой                 | Сенатская башня Московского Кремля и Российский флаг на куполе здания Сената    | Московский кремль; Спасская, Сенатская, Никольская и Угловая Арсенальная башни | Сенатская башня Московского Кремля и Российский флаг на куполе здания Сената, «10000» | 19 сентября 1994 |
|                 |                   | 150×65      | Тёмно-зелёный и тёмно-коричневый | Мост через Енисей (Коммунальный мост), Часовня Параскевы Пятницы                | Красноярская ГЭС                                                               | «10000», Часовня Параскевы Пятницы                                                    | 26 июля 1995     |

## Памятные монеты
С 10 декабря 1996 года по 9 апреля 2025 года ЦБ РФ выпустил 37 видов памятных монет номиналом 10 000 рублей, тиражом от 25 до 250 экземпляров каждая (все из золота 999-й пробы и весом в один килограмм).
В апреле 2007 ЦБ РФ выпустил памятную золотую монету 999-й пробы номиналом 10 000 рублей и весом в один килограмм «450-летие добровольного вхождения Башкирии в состав России».
Продажная стоимость монеты качества пруф-лайк, тираж которой 100 экземпляров — один миллион 395 тысяч рублей — около пятидесяти пяти тысяч долларов по курсу года выпуска.
Как и все памятные монеты, они обязательны к приёму в магазинах, монетой в один килограмм золота можно расплатиться в магазине — например, купить золотую цепочку весом 10 граммов.
| Изображение | Изображение | Диаметр (мм) | Описание | Описание | Год выпуска    |
| Аверс       | Реверс      | Диаметр (мм) | Аверс | Реверс | Год выпуска    |
| ----------- | ----------- | ------------ | --- | --- | -------------- |
|             |             | 100          | Изображение двуглавого орла (художник И. Билибин), по кругу надписи: вверху — «10 000 РУБЛЕЙ 1997 г.», внизу — «БАНК РОССИИ». В нижней части — обозначение металла, проба сплава, содержание драгоценного металла в чистоте и товарный знак монетного двора. | Монеты данного вида выпускаются в рамках памятных программ Банка России с различными рисунками реверсов.                                     | 1996 и 1997    |
|             |             | 100          | В центре диска — эмблема Банка России (двуглавый орел с опущенными крыльями, под ним — надпись полукругом «БАНК РОССИИ»), обрамленная кругом из точек и надписями по кругу — вверху: «ДЕСЯТЬ ТЫСЯЧ РУБЛЕЙ», внизу: слева — обозначения драгоценного металла, пробы сплава и товарный знак монетного двора, в центре — год выпуска, справа — содержание химически чистого металла и порядковый номер монеты № ____.                                                                                                  | Монеты данного вида выпускаются в рамках памятных программ Банка России с различными рисунками реверсов.                                     | с 2000 по 2015 |
|             |             | 100          | В центре диска — рельефное изображение Государственного герба Российской Федерации, над ним вдоль канта — надпись полукругом: «РОССИЙСКАЯ ФЕДЕРАЦИЯ», внизу под гербом в две строки: слева — обозначения металла по Периодической системе элементов Д. И. Менделеева, пробы сплава и порядковый номер монеты № ____, справа — обозначение содержания химически чистого металла и товарный знак монетного двора, внизу в центре в две строки — номинал монеты: «10000 РУБЛЕЙ» и год проведения Олимпиады: «2014 г.». | Выпущено 2 монеты с аверсом данного вида (с различными рисунками реверсов) в рамках программы Банка России, посвящённой Олимпиаде 2014 года. | 2013           |
|             |             | 100          | В центре диска — рельефное изображение Государственного герба Российской Федерации, над ним вдоль канта — надпись полукругом: «РОССИЙСКАЯ ФЕДЕРАЦИЯ», внизу под гербом в две строки: слева — обозначения металла по Периодической системе элементов Д. И. Менделеева, пробы сплава и порядковый номер монеты № ____, справа — обозначение содержания химически чистого металла и товарный знак монетного двора, внизу в центре в три строки — надпись: «БАНК РОССИИ», номинал монеты: «10000 РУБЛЕЙ» и год.         | Монеты данного вида выпускаются в рамках памятных программ Банка России с различными рисунками реверсов.                                     | c 2016 по 2025 |

## Галерея исторических банкнот

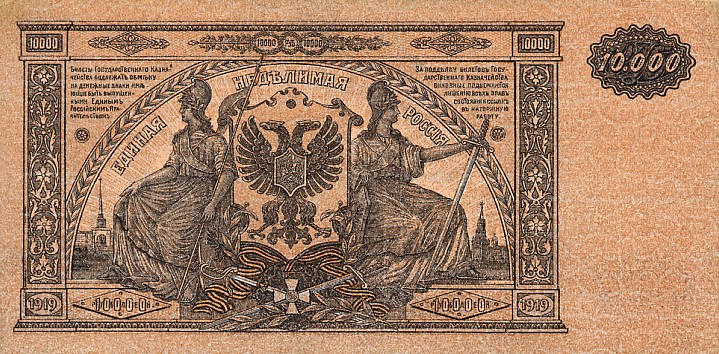
Деникинские 10 000 рублей ВСЮР 1919. Надпись Единая неделимая Россия. Лицевая сторона
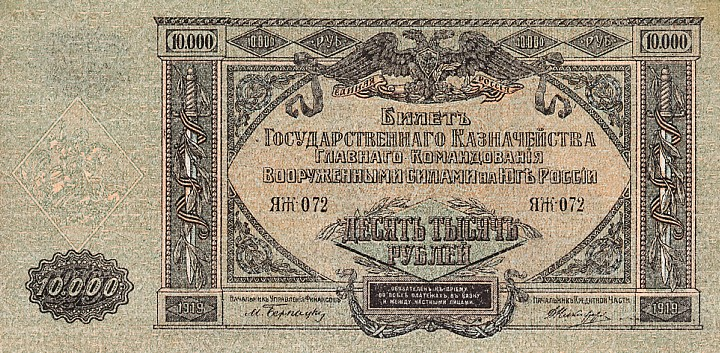
Деникинские 10 000 рублей ВСЮР. Оборотная сторона
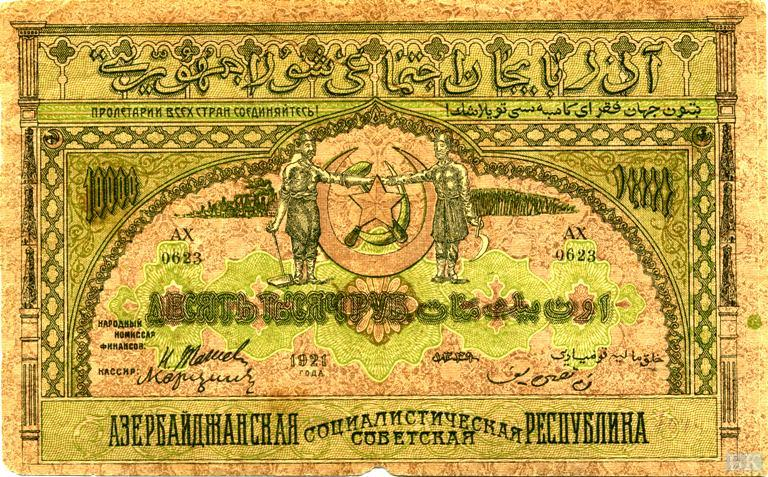
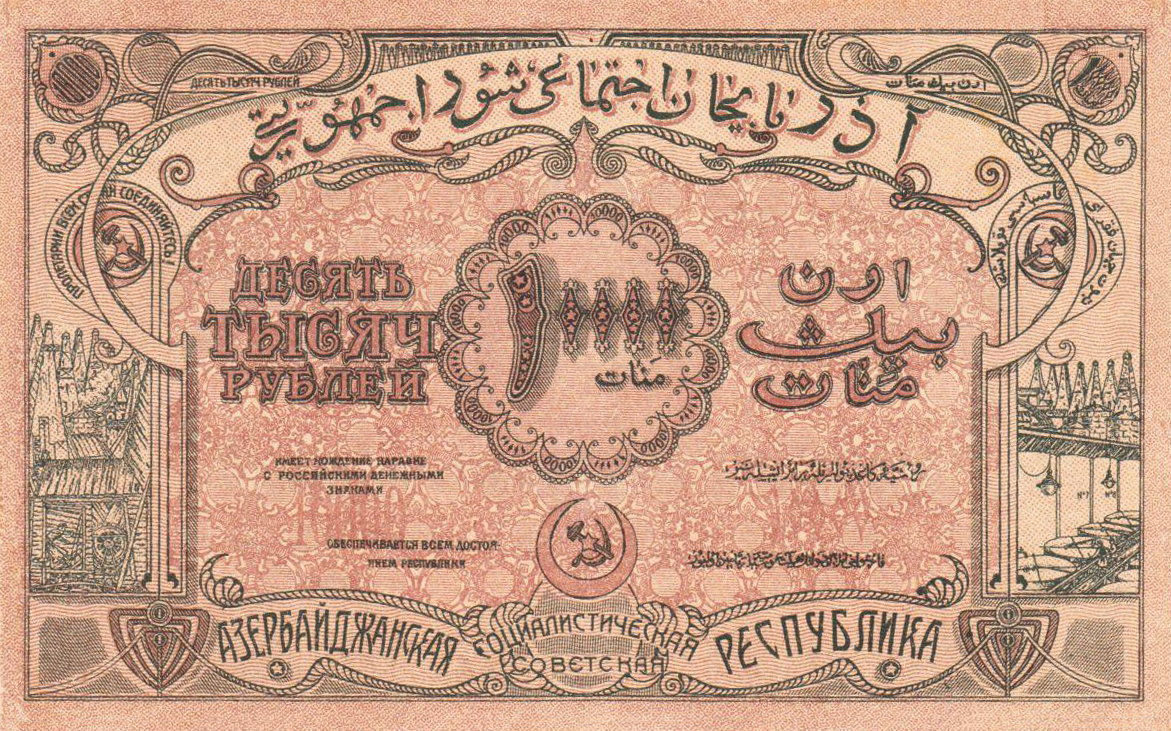
10 000 рублей АзССР 1921
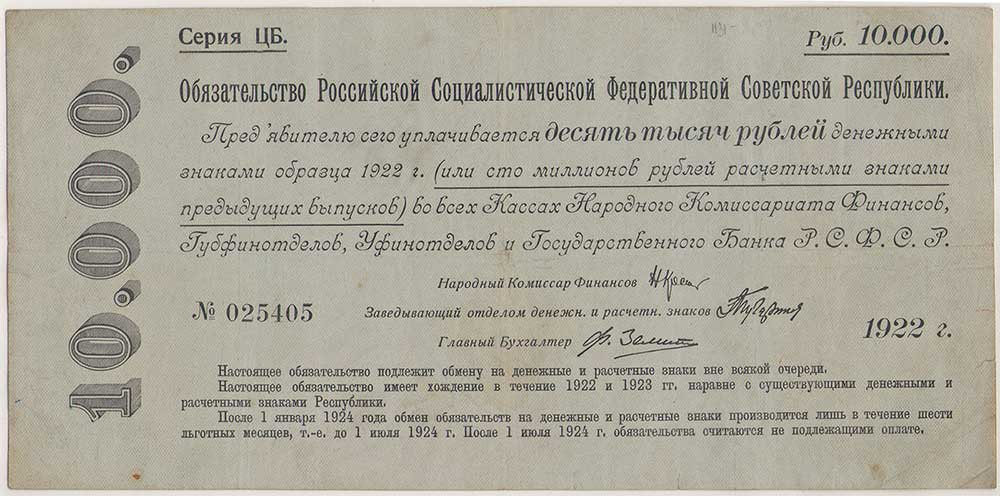
Обязательство 10 000 рублей 1922 года
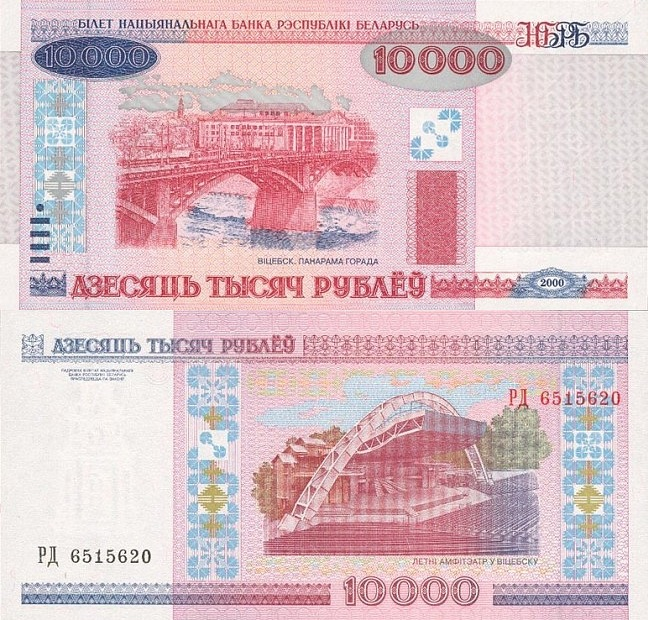
Белорусские 10 000 рублей (2000)
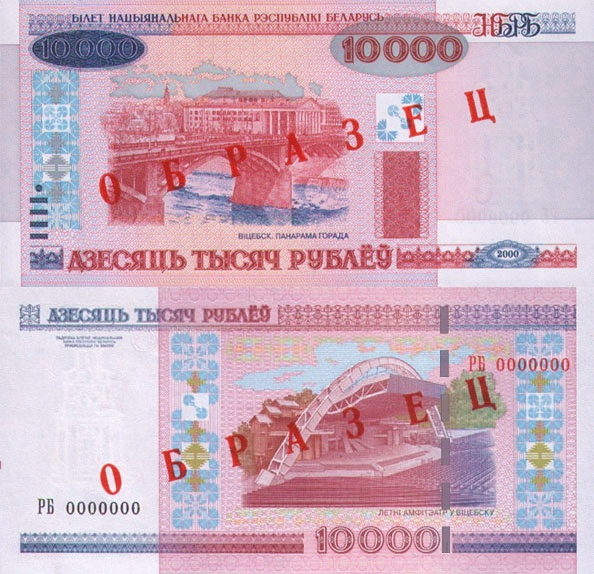
Белорусские 10 000 рублей (2011)
10000 приднестровских рублей с наклеенной маркой на вышедшую из оборота российскую купюру 1992 года (1994, лицевая сторона)
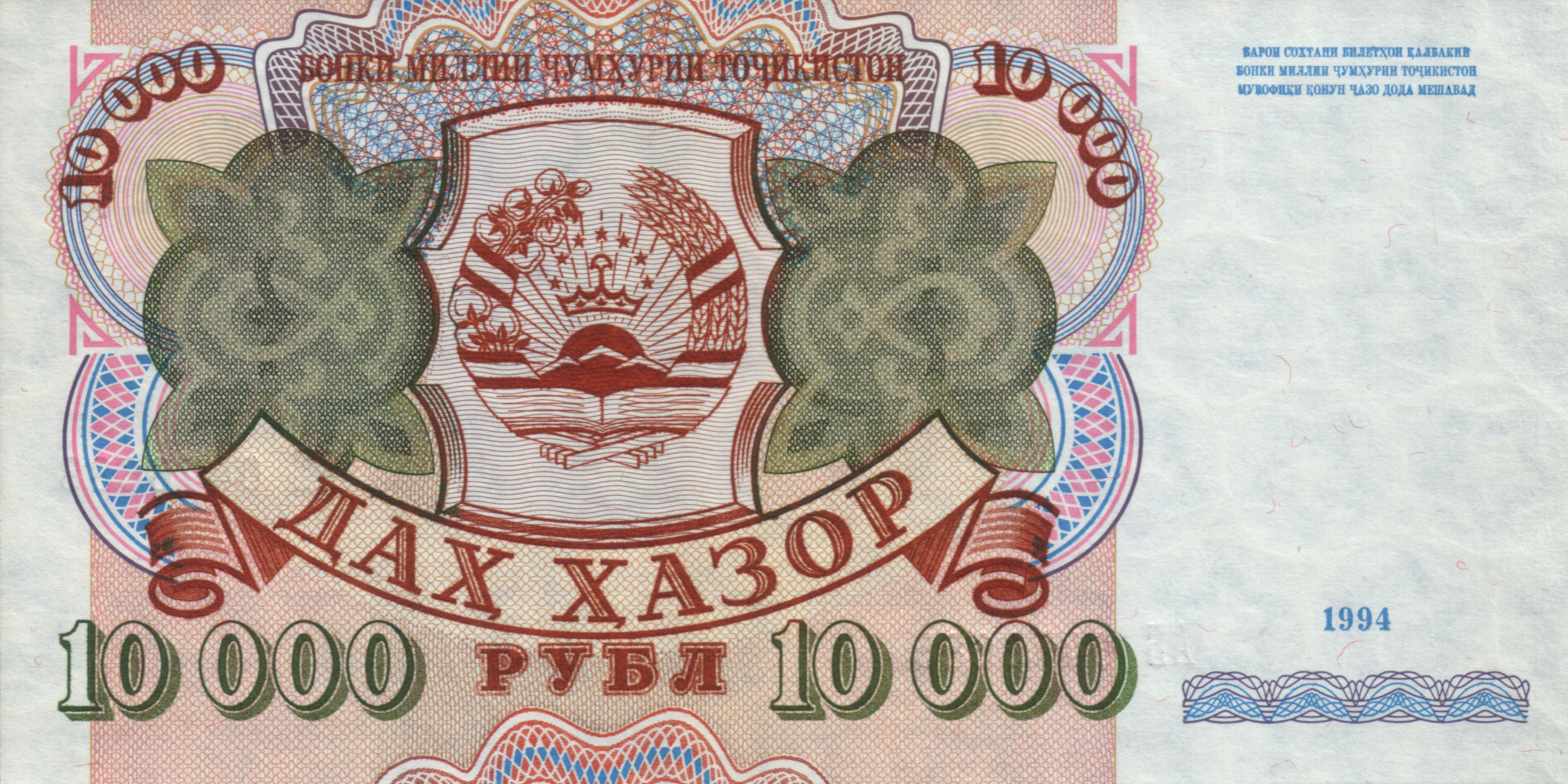
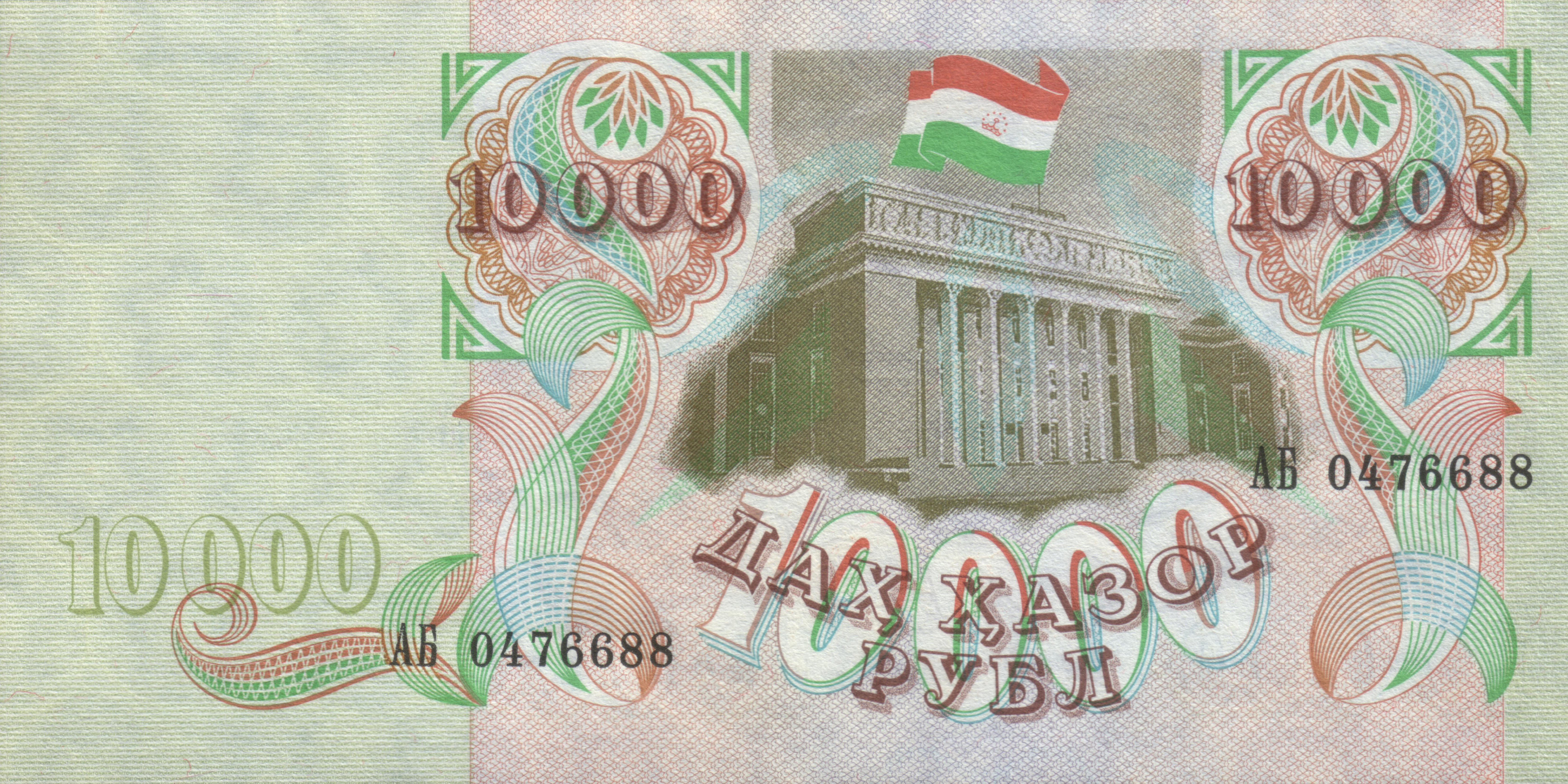
Таджикские 10000 рублей, 1994. Оформление взято у «гайдаровских» десяти тысяч образца 1992 г.
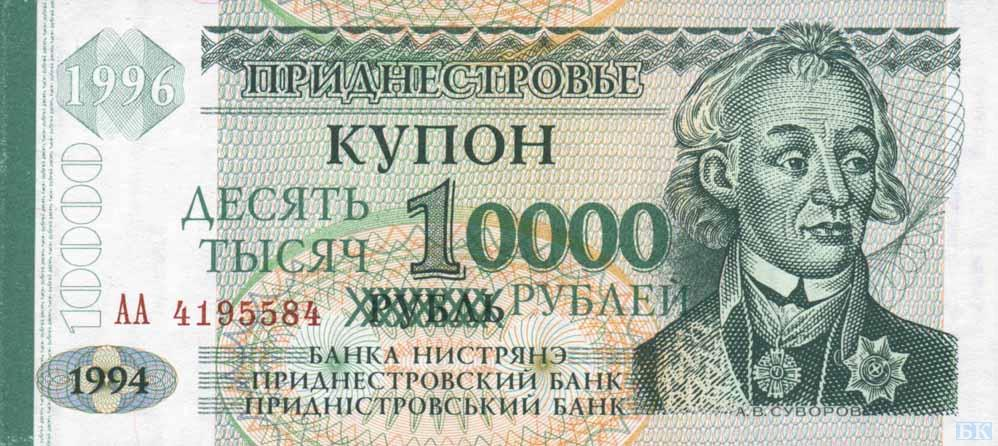
10000 приднестровских рублей 1996, надпечатанные на купюре 1 рубль 1994
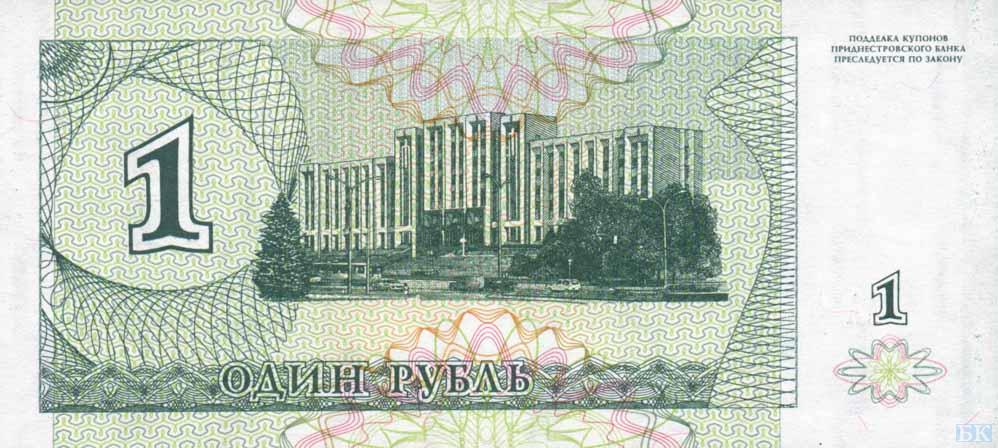
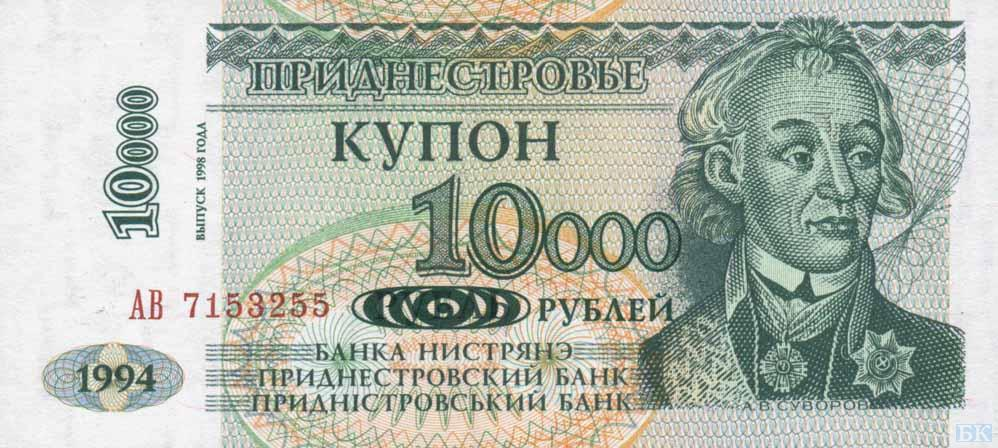
10000 приднестровских рублей 1998, надпечатанные на купюре 1 рубль 1994
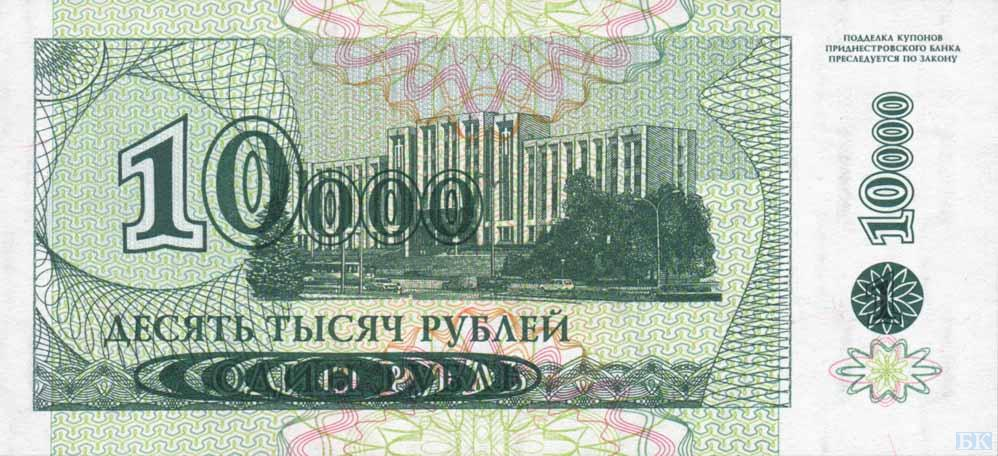
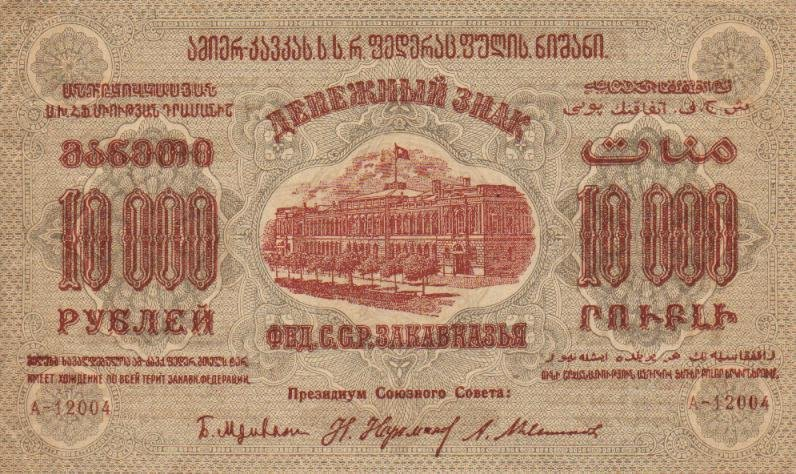
ЗСФСР 10 000 рублей, лицевая сторона (1923)
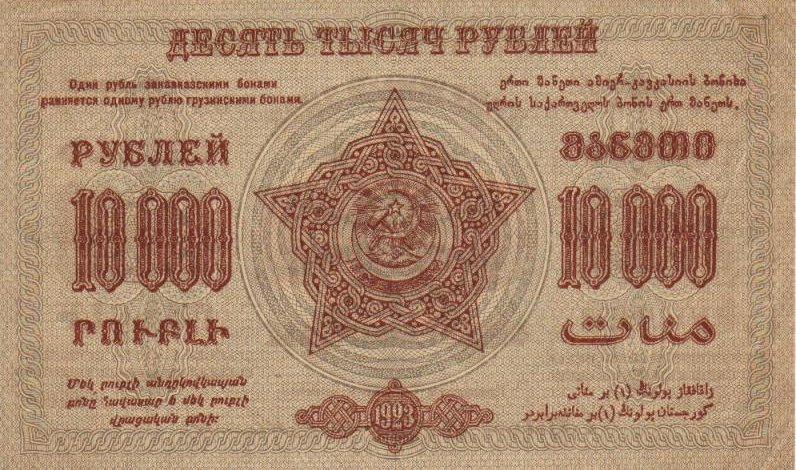
ЗСФСР 10 000 рублей, оборотная сторона (1923)
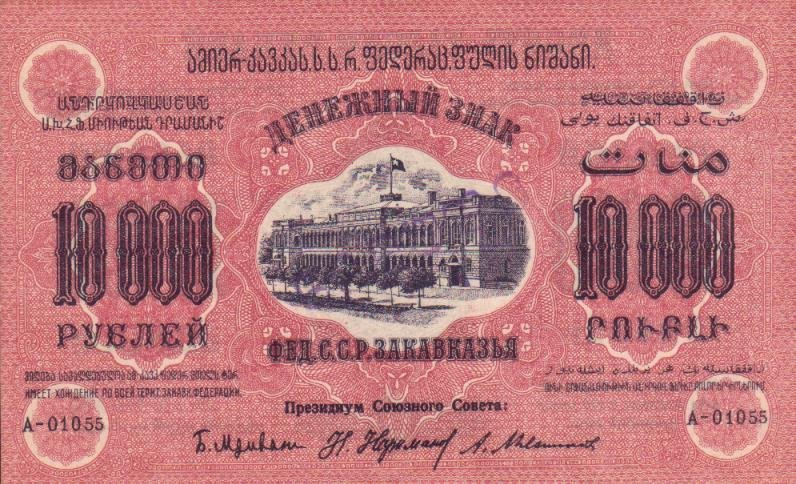
ЗСФСР 10 000 рублей (красная), лицевая сторона (1923)
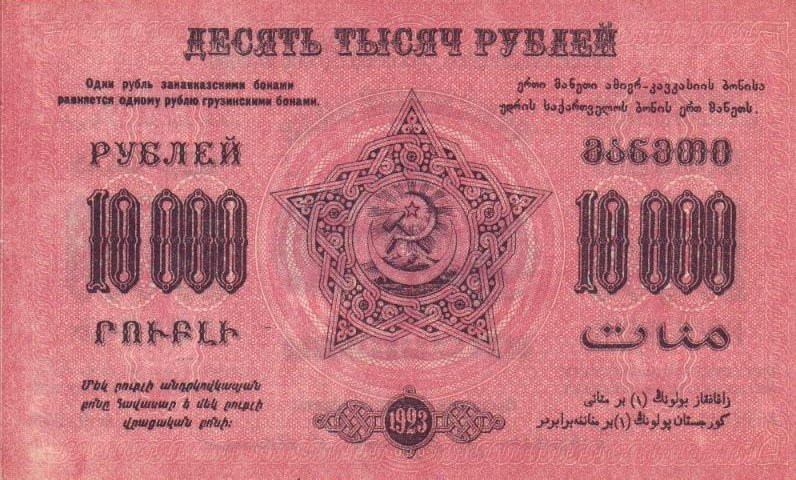
ЗСФСР 10 000 рублей (красная), оборотная сторона (1923)